# Centre d’investigació d’alta tensió d'Istra
El Centre d'Investigació d'Alt Voltatge Istra (HVRC), també anomenat Instal·lació d'Investigació de Generadors de Tesla, era una instal·lació de proves operada per la Unió Soviètica construïda als anys 70 fora de la ciutat d'Istra, a 40 quilòmetres a l'oest de Moscou, i operada per l' Institut d'Enginyeria Elèctrica de Moscou .

## Descripció
La instal·lació destaca per contenir el que es creu que és el generador Marx més gran del món, que es va crear originalment per ajudar a provar l'aïllament de llamps en avions militars. La instal·lació té diverses enormes bobines Tesla al recinte de la instal·lació, algunes de les quals tenen una alçada de més de 20 pisos. Combinats, creen el que els soviètics van anomenar una "màquina de llamps"."
IA totes les instal·lacions hi ha una cascada de transformador de capacitat de 3 megawatts, un generador de tensió polsada (PVG) de 9 megawatts, de 39,3 metres d'alçada i capaç de crear un llamp artificial de 150 metres i una unitat de tensió constant de 2,25 megawatts.

## Història
Originalment construïda en els anys setanta, la instal·lació es va utilitzar al principi per a una barreja de proves científiques i militars que mantenia l' Institut d'Enginyeria Elèctrica de Moscou .
En un moment donat, la instal·lació va allotjar una gran cúpula ovoidal anomenada Allure. L'edifici es va utilitzar com a instal·lació de proves d'armes de pols electromagnètic (EMP) i simulador estacionari abans de ser enderrocat el gener de 1985, després que el sostre de l'edifici es va esfondrar a causa del pes de les nevades excessives. Això va fer que el supervisor de la construcció del projecte de la cúpula fos cessat del seu lloc de treball i substituït pel membre del Partit Comunista Boris Yeltsin, que més tard seria el primer president de la Federació Russa.
Després de la caiguda de la Unió Soviètica, la instal·lació es va convertir en gran part inactiva, només s'utilitzava ocasionalment per a proves del sector privat, incloses les proves de la resistència a un llamp del Sukhoi Superjet 100 el 2011.
El generador de Marx poques vegades s'encén avui, i el darrer ús registrat va ser a l'agost de 2014.